# Campeonato salvadoreño 1970
El Campeonato salvadoreño de fútbol 1970 fue la vigésima edición de la Primera División de El Salvador de fútbol profesional salvadoreño en la historia.

## Desarrollo
El campeón de esta edición fue el Atlético Marte, obteniendo su quinto título. El subcampeón fue el FAS por séptima vez.

## Equipos participantes
| Club                       | Ciudad       | Departamento |
| -------------------------- | ------------ | ------------ |
| ADLER                      | Desconocido  | Desconocido  |
| Águila                     | San Miguel   | San Miguel   |
| Alianza                    | San Salvador | San Salvador |
| Atlante San Alejo          | San Alejo    | La Unión     |
| Atlético Marte             | San Salvador | San Salvador |
| FAS                        | Santa Ana    | Santa Ana    |
| Juventud Olímpica          | Acajutla     | Sonsonate    |
| 11 Municipal               | Ahuachapán   | Ahuachapán   |
| Sonsonate                  | Sonsonate    | Sonsonate    |
| Universidad de El Salvador | San Salvador | San Salvador |

## Tabla de posiciones
| Pos.         | Equipos                    | PJ  | PG  | PE  | PP  | GF  | GC  | Dif. | Pts. |
| ------------ | -------------------------- | --- | --- | --- | --- | --- | --- | ---- | ---- |
| 1.           | Atlético Marte             | 36  | 18  | 10  | 8   | 67  | 37  | 30   | 46   |
| 2.           | FAS                        | 36  | 15  | 14  | 7   | 63  | 45  | 18   | 44   |
| 3.           | Águila                     | 36  | 17  | 8   | 11  | 67  | 53  | 14   | 42   |
| 4.           | Alianza                    | 36  | 16  | 10  | 10  | 52  | 46  | 6    | 42   |
| 5.           | Juventud Olímpica          | 36  | 17  | 7   | 12  | 48  | 37  | 11   | 41   |
| 6.           | Universidad de El Salvador | 36  | 13  | 14  | 9   | 63  | 49  | 14   | 40   |
| 7.           | Sonsonate                  | 36  | 10  | 10  | 16  | 38  | 54  | -16  | 30   |
| 8.           | ADLER                      | 36  | 9   | 10  | 17  | 43  | 60  | -17  | 28   |
| 9.           | Atlante San Alejo          | 36  | 7   | 10  | 19  | 35  | 61  | -26  | 24   |
| 10.          | 11 Municipal               | 36  | 7   | 9   | 20  | 33  | 67  | -31  | 23   |
| Equipos 1970 | Equipos 1970               | 360 | 129 | 102 | 129 | 509 | 509 | 0    | 360  |

|  |              |
|  | Campeón.     |
|  | Descendidos. |

| Campeón                  |
| Atlético Marte 5° Título |